# Sypnoides pannosa
Sypnoides pannosa är en fjärilsart som beskrevs av Moore 1882. Sypnoides pannosa ingår i släktet Sypnoides och familjen nattflyn. Inga underarter finns listade i Catalogue of Life.

## Bildgalleri

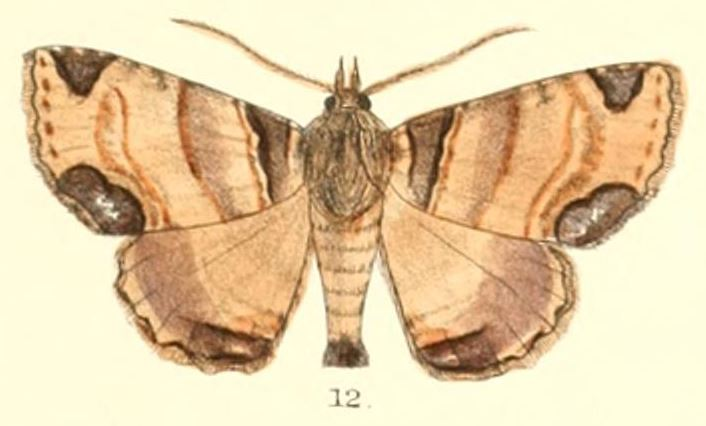